# Oskar Backlund
Johan Oskar Backlund, ryska: Оскар Андреевич Баклунд; Oskar Andrejevitj Baklund, född 28 april 1846 i Dannike socken i Älvsborgs län, död 29 augusti 1916 i Pulkovo i Ryssland, var en svensk astronom. Han var far till Helge Backlund och Elsa Backlund-Celsing samt farfar till Helge Backlund.
Oskar Backlund, vars far var bonde och gårdfarihandlare, fick privat undervisning i Karlstad, intogs i Stockholms högre elementarläroverk 1864, blev student vid Uppsala universitet 1866, filosofie kandidat där 1872, filosofie doktor 1874 samt docent i astronomi 1875. Han var därefter biträdande astronom vid Stockholms observatorium. Därifrån kallades han 1876 till observator vid observatoriet i Dorpat, och blev 1878 adjunkt vid Pulkovo-observatoriet söder om Sankt Petersburg. År 1887 lämnade Backlund denna ställning, då han (1883) blivit vald till ledamot av Ryska vetenskapsakademien i Sankt Petersburg, och flyttade till nämnda stad. År 1895 efterträdde han Fjodor Bredichin som direktör för Pulkovo-observatoriet, en befattning vilken han behöll till sin död, då han efterträddes av Aristarch Belopolskij. Backlund invaldes 1897 som utländsk ledamot av svenska Vetenskapsakademien och blev 1911 ledamot av Royal Society. Han arbetade bland annat med undersökningar av Enckes komet.

## Utmärkelser
Oskar Backlund tilldelades Lalandepriset 1886, Royal Astronomical Societys guldmedalj 1909 och Bruce-medaljen 1914.
Asteroiden 856 Backlunda är uppkallad efter honom.